# Jenny Durkan
Jenny Anne Durkan (Seattle, 19 maggio 1958) è una politica e avvocato statunitense, ex procuratore federale e dal novembre 2017 al dicembre 2021 sindaco di Seattle, la prima donna sindaco della città dagli anni '20. Membro del Partito Democratico, nell'ottobre 2009, il presidente Barack Obama l'ha nominata procuratore degli Stati Uniti per il distretto occidentale di Washington. Ha ricoperto tale incarico fino a settembre 2014.
Durkan è stata criticata per la sua risposta alle proteste di George Floyd a Seattle e per la sua gestione dei manifestanti e delle forze dell'ordine nella zona autonoma di Capitol Hill . Nel dicembre 2020, ha annunciato che non avrebbe cercato la rielezione dopo la fine del suo mandato di sindaco.